# 터치 오브 라이트
터치 오브 라이트(중국어: 逆光飛翔, 역광비상, 영어: Touch of the Light)는 2012년 공개된 타이완의 드라마 영화이다.

## 줄거리
시각 장애를 가진 뛰어난 피아노 연주 실력의 음대생과 버블티 가게에서 일하는 무용수를 꿈꾸는 여성의 이야기를 다룬다. 시각 장애로 인해 여러 어려움에 직면하는 음대생과 자신의 꿈을 향해 나아가는 무용수는 서로의 우정을 통해 힘을 얻고, 각자의 꿈을 향해 함께 나아간다. 그들의 관계는 단순한 우정을 넘어 서로에게 영감을 주고, 삶의 어려움을 극복하는 데 큰 동기가 된다. 영화는 두 사람이 각자의 장애와 사회적 제약을 어떻게 극복하고 자신의 잠재력을 발휘하는지를 감동적으로 보여준다.

## 출연

### 주연
- 장용용
- 황유상
- 이열
- 가숙근